# Avantgarde (1971)
Avantgarde ist die 1971 geschaffene Aufzeichnung des Deutschen Fernsehfunks einer Inszenierung von Fritz Marquardt an der Volksbühne Berlin nach dem gleichnamigen Bühnenstück des sowjetischen Dichters Walentin Katajew aus dem Jahr 1929.

## Handlung
Im Jahr 1928 verkündet in der Sowjetunion der zentrale Sowjetkongress das Programm des ersten Fünfjahresplans und mit diesem auch das Programm der sozialistischen Industrialisierung. Unter den Delegierten sitzen die Erbauer der ersten Kraftwerke und auf einer Schautafel werden die Standorte der zukünftigen Baustellen für die dazugehörigen Stauseen gezeigt. Plötzlich stürmt ein Delegierter, der aus Nischnjaja Iwanowka stammt nach vorn, da dessen Dorf auch von der Überschwemmung betroffen sein wird. Er bekundet seine Sorge um sein Haus und seine Wirtschaft, ja sein gesamtes Leben und das seiner Mitbewohner wird in Frage gestellt. Jeder seiner Einwände wird mit dem Hinweis auf die staatlichen Unterstützungen bei den Umsiedlungen der dortigen Bürger unterdrückt und er bekommt lediglich den Hinweis, sich der in der Nähe befindlichen landwirtschaftlichen Kommune „Avantgarde“ anzuschließen.
Die Kommune, eine der ersten kollektiven Landwirtschaftsbetriebe, hat sich seit ihrem Bestehen gefestigt, die Anfangsschwierigkeiten sind beseitigt und das normale Leben beginnt sich durchzusetzen. Selbst der Flickschuster Lawrik hat jetzt die Zeit, sich seinen Erfindungen widmen, so baut er einen Turm, da nach seiner Meinung in jeder Kommune ein Turm sein muss. Von hier aus kann er mit einem selbstgebauten Fernrohr weit ins Land blicken und so auch sehen, wie das Wasser für den geplanten Stausee immer weiter steigt. Der Turm steckt voller selbstentwickelter Technik, die ihm das Leben erleichtern soll, nur die elektrische Klingel funktioniert noch nicht richtig und als sie endlich läutet, macht sie solch einen Krach, dass die Pferde erschreckt auseinander rennen, wobei sich das Pferd des Vorsitzenden Tschorba schwer verletzt und den Gnadenschuss bekommen muss. Da Tschorba sich nicht dazu in der Lage sieht, übernimmt sein Stellvertreter der Parteisekretär Majorow, ein ehemaliger Dreher aus den Putilow-Werken, diese Aufgabe für ihn.
Eine Delegation aus Nischnjaja Iwanowka kommt in die Kommune, um dort eine neue Heimat zu finden, da ihr Dorf wegen des steigenden Wassers umgesiedelt werden muss. Tschorba ist strikt gegen eine Aufnahme der Umsiedler, da er sein Werk gefährdet sieht, denn mit der Vergrößerung der Kommune sind möglicherweise Risiken verbunden, die er wahrscheinlich nicht mehr beherrschen kann, so alt und verbraucht, wie er sich fühlt. Doch Majorow sieht in der Vergrößerung der Kommune die Gewinnung von Neuland und den Bau neuer Häuser, um somit den Sozialismus auf dem Lande zu festigen. Deshalb holt er persönlich 514 neue Mitglieder aus dem Dorf Nischnjaja Iwanowka ab, was zum offenen Streit mit Tschorba führt und der Rat der Kommune zur Klärung der Angelegenheit einberufen werden muss. In dieser Sitzung wird der Vorschlag Majorows zur Aufnahme der Umsiedler angenommen, auch mit der Stimme Polinas, der Frau Tschorbas, die sich an der Seite ihres Mannes zunehmend beengt und unzufrieden fühlt. Deshalb legt Tschorba das Amt des Vorsitzenden nieder und übergibt es Majorow. Doch die weitere Entwicklung scheint Tschorba Recht zu geben, denn der kommende harte Winter bringt Hunger, Kälte und Zerstörung, da es an Lebensmitteln, Brennstoffen und an warmen Unterkünften mangelt, das ehemalige Kloster ist nicht für so viele Menschen gebaut worden. Nachdem auch viele der Tiere zugrunde gehen, teilen die Menschen nicht mehr den Optimismus Majorows, was zur Unzufriedenheit und Unruhe führt.
Die 18 dringend benötigten Traktoren, die Majorow bestellt hat und auf die alle in der Kommune hoffen, sollen nicht geliefert werden. Majorow appelliert an seine alten Genossen und versucht mit Hilfe eines Wettbewerbs und der zusätzlichen Lieferung von 2000 Tonnen Korn an die Erbauer, doch noch an die erwarteten Maschinen zu kommen. Um die Arbeiter von der Wichtigkeit der Lieferung zu überzeugen, wird Lawrik beauftragt, mit in das Werk nach Moskau zu fahren, da Majorow in der Kommune unabkömmlich ist. Hier trifft er seine Freundin Sonja, die in Moskau studiert und im Werk die kulturelle Betreuung der Arbeiter übernommen hat. Der Appell, mehr zu produzieren als ursprünglich geplant, führt zu scharfen Diskussionen unter den Arbeitern des Traktorenwerks und zum offenen Streit über das Tempo und die Realisierbarkeit der Aufgabe. Doch nach diesen Auseinandersetzungen erklären sie sich bereit, fristgerecht zu liefern und Lawrik bleibt bis zur Fertigstellung in Moskau.
In der Kommune ist der Schnee bereits fast geschmolzen und Polina warnt Majorow, nicht mehr allein hinter die Baracken zu gehen, da viele der Kommunarden ihm nicht mehr vertrauen. Sie gesteht ihm ihre bereits seit langem währende Liebe, die er aber nicht erwidern will, da sein ganzes Denken und Handeln der Kommune gilt. Dann wird er aufgefordert, den Leuten Rede und Antwort zu stehen und es gelingt ihm auch, die meisten zu beruhigen, da er ein Telegramm vorweisen kann, welches bestätigt, dass die Traktoren vor drei Tagen in Moskau abgefahren sind. Als er dachte, alle überzeugt zu haben, bleiben doch noch einige verführte Bauern zurück und schlagen ihn tot. Tschorba kommt ohne die Verantwortung für die von ihm aufgebaute Kommune und ohne die Liebe seiner Frau Polina, im verwirrten Zustand, ums Leben. Doch die Maschinen, die von den Arbeitern zusätzlich gebaut wurden, kommen in Begleitung von Lawrik in der Kommune an. Mit deren Hilfe kann der neue Vorsitzende Lawrik zur Erntezeit das Versprechen gegenüber den Arbeitern einlösen und einer Delegation des Traktorenwerkes die 2000 Tonnen Getreide übergeben. Als einer der Arbeiter fragt, wo denn Majorow ist, meldet sich ein Kommunarde nach dem anderen und erklärt, dass er seine Stelle eingenommen hat.

## Produktion und Veröffentlichung
Die Übersetzung erfolgte durch Regine Kühn und Fritz Marquardt und die Dramaturgie lag in den Händen von Lily Leder und Birgit Mehler. Das Bühnenbild schuf Manfred Grund.
Das Schauspiel erlebte am 27. September 1970 in der Volksbühne Berlin im Rahmen der XIV. Berliner Festtage seine Premiere. Die Vorstellungen vom 18. bis 24. April 1971 wurden in der Volksbühne zur Probe aufgezeichnet und am 25. April 1971 im 1. Programm des Deutschen Fernsehfunks direkt aus dem Theater in Schwarzweiß ausgestrahlt. Die zweite Wiederholung am 18. November 1972 im 2. Programm des Fernsehens der DDR wurde in Farbe gesendet.

## Kritik
In der Kritik des Neuen Deutschland über die Theaterpremiere schrieb Rainer Kerndl:

„Fritz Marquardt und sein Kollektiv bekennen sich zur Emotionsfülle und zum Witz der theatralischen Vorschläge des Stückes, zum dramatischen Ausspielen einzelner Figuren. Sie suchen nach den Ideen des Stückes, um sie mit den Erfahrungen unseres Kampfes neu zu deuten. Das Bewußtsein der eigenen politischen Entwicklung verschafft der Aufführung eine optimistische revolutionäre Souveränität, macht die Dialektik von Figurenbeziehungen und szenischen Vorgängen über das Historische hinaus zeitgenössisch, neu handhabbar, gegenwärtig. Bilder wie etwa jenes um die Auseinandersetzung der Arbeiter im Traktorenwerk belegen: Das sozialistische Geschichtsbewußtsein unserer Theaterschaffenden befähigt sie, Szenen voller Härte und Ironie zum Ausdruck mitreißend-gescheiter Parteilichkeit zu führen.“

In der Neuen Zeit bemerkte Helmut Ullrich über die Theaterpremiere:

„Viel menschliche Fülle, und manches gerät zum burlesken Sketch, und manches ist bitter und düster in dieser starken Aufführung, die die Lebenskraft des Katajewschen Stückes beweist.“

Für Ernst Schumacher von der Berliner Zeitung war die Premiere in der Volksbühne ein würdiger programmatischer Auftakt der XIV. Berliner Festtage.

## Auszeichnungen
- 1971: Die Berliner Volksbühne erhielt bei den 13.  Arbeiterfestspielen der DDR für die Inszenierung des Stückes eine Goldmedaille.
- 1971: Kritikerpreis der Berliner Zeitung für die beste Regie: Fritz Marquardt